# Loxostege expansalis
Loxostege expansalis is een vlinder uit de familie grasmotten (Crambidae). De wetenschappelijke naam is voor het eerst geldig gepubliceerd in 1852 door Eversmann.
De soort komt voor in Europa.